# Liverpool-Manchester Jernbane
 Liverpool-Manchester Jernbane i det nordvestlige England er verdens første dobbeltsporede jernbane og samtidig verdens næstældste offentlige jernbane for passagerer.

## Strækningen
Banen blev åbent for passagerertrafik i 1830. Banestrækningen var på 56 km (35 miles), og den forbandt den store byer Liverpool og Manchester. Dermed kan jernbanen betragtes verdens første Inter-City strækning.
I nutiden er der tre jernbaner mellem Liverpool og Manchester. Den nordlige rute går over Kirkby og Wigan. Den sydlige rute går over Warrington. Den midterste rute følger stort set den oprindelige linjeføring fra 1830. Midterruten går gennem Earlestown og Newton-le-Willows.

## Fast køreplan
I modsætning til Stockton-Darlington Jernbane fra 1825, så havde Liverpool-Manchester Jernbane en fast køreplan fra starten, og alle togene blev oprindeligt trukket af damplokomotiver.